# Луговое (Тевризский район)
Луговое — упразднённая деревня в Тевризском районе Омской области России. Входила в состав Екатерининского сельсовета. Исключена из учётных данных в 1973 году.

## География
Деревня находилась у озера Старица (старое русло реки Туй), на расстоянии примерно 6 километров (по прямой) к северо-востоку от села Екатериновка.

## История
Основана в 1901 г. По данным 1928 года посёлок Луговской состоял из 34 хозяйств. В административном отношении являлся центром Луговского сельсовета Тевризского района Тарского округа Сибирского края. В 1973 году из списка населенных пунктов сельского Совета была исключена деревня Луговое.

## Население
По данным переписи 1926 года в поселке проживало 199 человек (98 мужчин и 101 женщина), основное население — белоруссы.